# Kenvreuriez ar Brezoneg
La Kenvreuriez ar Brezoneg Eskopti Kemper ha Leon (littéralement « confrérie du breton » du diocèse de Quimper et Léon) est une association de prêtres bretonnants voulant maintenir et promouvoir la langue et la culture religieuse bretonne dans le diocèse de Quimper et Léon. Elle a notamment assuré de 1965 à 1979 la traduction en breton des textes liturgiques, et proposé en 1982 et 1988 une nouvelle traduction du Nouveau Testament.

## Histoire
La Kenvreuriez ar Brezoneg a été fondée en 1894 au Grand séminaire de Quimper sous le nom d’Académie bretonne pour défendre, développer et enseigner la langue et l’histoire de la Bretagne auprès des séminaristes. Selon Christian Brunel, « tout en adoptant une position modérée au sujet de l'orthographe, la Kenvreuriez s'inscrit dans le mouvement de "purification" de la langue de Le Gonidec et de ses continuateurs jusqu'à François Vallée, personnage central des études linguistiques et du mouvement breton catholique naissant, avec lequel les académiciens sont en correspondance régulière ». Les effectifs de l’Académie atteindront une soixantaine de personnes en 1914, soit un cinquième des séminaristes du diocèse, et 87 en 1937, soit 41 % des séminaristes.
La Kenvreuriez inspira à l’abbé Yann-Vari Perrot la fondation de l’association Bleun-Brug. Il déclarera en effet : « Le Bleun-Brug est fille de la Kenvreuriez ar Brezoneg, l’association fondée au Grand Séminaire de Quimper en 1894, pour mieux faire connaître aux séminaristes leur Bretagne. Durant les deux années où j’ai présidée l’association, de 1901 à 1903, j’ai entrevu tout le bien qu’il y aurait à établir dans chaque paroisse une association du même genre, qui rassemblerait la jeunesse non le jeudi comme nous faisions, mais le dimanche. […] Dès que je fus nommé à Saint-Vougay, en avril 1904, j’ai cherché à fonder pour les jeunes ce que j’avais vu au Grand Séminaire de Quimper : une École de breton… ».
Avec les encouragements de Mgr Duparc, évêque de Quimper et de Léon, la Kenvreuriez ar Brezoneg fut relancée le 23 juillet 1942 comme association de prêtres chargée de « maintenir et de propager la langue bretonne dans le diocèse ». Son but était de grouper tous les prêtres désireux de « travailler au maintien et au développement de la langue et des traditions bretonnes sur les différents terrains où leur influence peut s’exercer » : paroisses, patronages, mouvements, écoles catholiques. Elle publiera en 1943 une nouvelle traduction du catéchisme : Va c’hatekiz bihan et Va c’hatekiz krenn. Elle compte alors parmi ses membres des prêtres diocésains, comme le vicaire général Pierre Joncour, l’abbé Pèr-Yann Nedelec (professeur de breton au Grand séminaire), l’abbé Yann-Vari Perrot (†1943), le chanoine Visant Favé (aumônier général du Bleun-Brug de 1944 à 1956), ainsi que des religieux Oblats de Marie-Immaculée (OMI), Montfortains, Capucins, Jésuites, frères de Ploërmel ou de Saint-Gabriel. Son président est alors le chanoine François Le Ster, Inspecteur de l’Enseignement libre dans le diocèse de Quimper.

## Activités après Vatican II
Après une période de sommeil dans les années 1950, l’activité de la Kenvreuriez ar Brezoneg est relancée après le concile Vatican II. Elle assure, sous la direction de Mgr Visant Favé devenu évêque auxiliaire de Quimper, la traduction des textes liturgiques en langue vernaculaire, conformément aux principes déterminés par la constitution conciliaire Sacrosanctum Concilium, et l’instruction “Comme le prévoit” sur la traduction des textes liturgiques pour la célébration avec le peuple, du Consilium pour l’application de la Constitution conciliaire sur la liturgie, du 25 janvier 1969. La Kenvreuriez commencera par traduire en breton l’Ordo Missae, avant de se charger du lectionnaire des dimanches et fêtes, puis des rituels des sacrements. Les textes, d’abord publiés dans des cahiers ronéotés (Kaierou Kenvreuriez ar Brezoneg), seront ensuite repris et édités dans le missel publié en 1997 par le Minihi Levenez : Leor an overenn hag ar zakramañchou.
Comme l’écrivait en décembre 1969 le chanoine Pèr-Yann Nedelec, devenu archiviste du diocèse de Quimper, et l'un des principaux membres de la Kenvreuriez : « Bible et Liturgie sont, en priorité, les nourritures que les prêtres et les catholiques bretonnants attendent qu’on mette à leur portée […] La formulation juste et exacte des textes bibliques et liturgiques en un bon breton est une œuvre délicate et passionnante. D’autres ouvriers s’y emploient dans les diocèses voisins. L’ouvrage des uns et des autres, s’enrichissant mutuellement, préparera le terrain à une version commune ».
La Kenvreuriez ar Brezoneg était organisée en plusieurs groupes de travail en 1971 :
- Une équipe de traducteurs (strollad an troidigeziou), sous la direction du chanoine Pèr-Yann Nedelec, puis du chanoine François Élard,
- Une équipe de musiciens (strollad ar zonerez), sous la direction de l’abbé Roger Abjean, aidé des abbés Alain Seznec et Michel Scouarnec, et de M. François Roudaut, directeur de la chorale « Kenvroiz Dom Mikael » de Plouguerneau,
- Une équipe liturgique, dirigée par l’abbé Job an Irien, « pour rechercher la meilleure manière d’étendre l’usage de la liturgie en breton dans les paroisses »[12].

La Kenvreuriez ar Brezoneg publiera ensuite une traduction des quatre évangiles en 1982 : Aviel Jezuz-Krist, puis des autres livres du Nouveau Testament en 1988 : Testamant Nevez – eil lodenn.
Une grande partie des activités de la Kenvreuriez ar Brezoneg a été repris par le Minihi Levenez, centre spirituel bretonnant du diocèse de Quimper et de Léon.

## Membres les plus connus
- Abbé Yann-Vari Perrot (1877-1943), président de la Kenvreuriez de 1901 à 1903, fondateur du Bleun-Brug en 1904, et directeur de la revue Feiz ha Breiz de 1911 à 1943 ;
- Abbé Laurent Bleunven (1898-1980), directeur des revues Kroaz-Breiz (1948-1951) et Bleun-Brug (1951-1960), ainsi que de la revue missionnaire Lizeri Breuriez ar Feiz (br) (1965-1977) ;
- Mgr Visant Favé (1902-1997), ancien évêque auxiliaire de Quimper, président de la Kenvreuriez de 1965 à 1997 ;
- Frère Visant Seité (1908-1994), frère de Ploërmel, secrétaire général du Bleun-Brug de 1951 à 1964, fondateur d’Ar Skol dre Lizer ;
- Chanoine François Falc’hun (1909-1991), linguiste, professeur à l’université de Rennes puis de Brest, aumônier général du Bleun-Brug de 1956 à 1959 ;
- Chanoine Jean-François Falc'hun, communément appelé Saïk Falc'hun (1913-1999), professeur au Grand séminaire de Quimper de 1939 à 1955, directeur de la revue catholique bretonne Kroaz Breiz de 1948 à 1950, et curé-archiprêtre de Saint-Pol-de-Léon de 1967 à 1970 ;
- Chanoine François Élard (1910-1988), collaborateur de Mgr Favé pour la traduction en breton du Missel (1972), des quatre évangiles (1982), de l’Apocalypse et des épitres de Saint-Paul (1988) ;
- Chanoine Pèr-Yann Nedelec (1911-1971), archiviste diocésain de Quimper, président de la Société archéologique du Finistère de 1965 à 1969 ;
- Frère Corentin Riou (br) (1913-1995), frère de Saint-Gabriel, enseignant ;
- Abbé Pierre Guichou (1915-2008), bibliste et traducteur de la bible ;
- Abbé Joseph Seité (1919-1985), membre actif du Bleun-Brug et animateur d’émissions bretonnes à la radio dans les années 1960 ;
- Abbé Gabriel Cabon (1920-2000), collaborateur de Mgr Favé pour la traduction en breton du Testamant Nevez (1988) ;
- Père Marc Simon (1924-2015), moine bénédictin à l’abbaye Saint-Guénolé de Landévennec ;
- Abbé Roger Abjean (1925-2009), musicien, artisan du renouveau du chant d’Église en langue bretonne ;
- Abbé Job an Irien (1937), aumônier du Bleun Brug de 1975 à 1982, responsable du centre Minihi Levenez.

## Publications
- Kloerdi Kemper. Kenvreuriez ar brezoneg d’he mignoned, de 1926 à 1935 (no 1 à 15), devenu en 1936 : Kenvreuriez ar brezoneg. Kloerdi Kemper (no 16 à 18),
- Kaierou Kenvreuriez ar Brezoneg eskopti Kemper ha Leon : directeurs : Pèr-Yann Nédélec, de 1969 à 1971 (no 1 à 14), Job Seité de 1971 à 1979 (no 15 à 50),
- Leor-overenn evid an aoter. Eskopti Kemper ha Leon, Kenvreuriez ar Brezoneg, 1970, 52 p. grand format,
- An overenn war gan, 1983, 30 p. grand format,
- Aviel Jezuz-Krist, publication aux éditions Ar Skol dre Lizer, 1982, [lire en ligne]
- Testamant Nevez – eil lodenn, Kenvreuriez ar Brezoneg, 1988, [lire en ligne]
- Leor an overenn hag ar zakramañchou, missel breton complet des dimanches et fêtes, traduction bretonne par Kenvreuriez ar Brezoneg et Minihi Levenez[15], publication aux éditions du Minihi Levenez, 1997, 1435 p.,  (ISBN 2-908230-08-9)